# Edward Burnett Tylor
Sir Edward Burnett Tylor (Camberwell, 1832. október 2. – Wellington, 1917. január 2.) angol antropológus.
Tylor a kulturális evolúció képviselője volt. Fő műveiben, Primitív kultúrák (Primitive culture) és Antropológia (Anthropology), Charles Darwin evolúcióelméletéhez hasonlatos elméletet dolgozott ki, a vallások, hiedelmek eredetéről. Úgy gondolta, hogy a vallások egy közös gyökérből eredtek.
Ő vezette be az animizmus elnevezést a köztudatba. Úgy gondolta, hogy az animizmus volt a kiindulópontja minden vallásnak.

## Élete
Tylor Londonban, Camberwellben született, Joseph Tylor és Harriet Skipper gyermekeként. Alfred Tylor geológus a bátyja volt.
A szülei kvéker csoport tagjai voltak, e csoport iskolájában kezdte tanulmányait Tottenhamben. 1848 apja vállalkozásánál dolgozott (J. Tylor and Sons, Brassfounders) Londonban, de húszéves korában kénytelen volt kilépni. 1855 és 1856 között az Egyesült Államokba utazott. 1856-ban Kubába látogatott, ahol megismerkedett az etnológus Henry Christyvel akinek a társaságában Mexikóba utazott. A mexikói utazása alatt kezdett el Tylor érdeklődni az ősi népek vallásai iránt.
1858-ban Tylor megnősült, felesége neve Anna Fox volt.
Cannes-i utazása során írta meg első tanulmányát Anahuac; vagy, Mexikó és a mexikóiak, régi és modern, amit 1861-ben publikált. 1865 megjelent a Researches into the Early History of Mankind (Kutatások az emberiség korai történelmében), amely művel Tylor hírnévre tett szert. Ezt a művet követte egy 1871-ben megjelent, részletesebben kidolgozott mű: Primitive Culture: Researches into the Development of Mythology, Philosophy, Religion, Language, Art and Custom (Primitív kultúrák: kutatások a mitológiák, filozófiák, vallások, nyelvek, művészetek és szokások fejlődéséről). 1881-ben egy hasonló tartamú kisebb művet publikált.
1871-ben tagja lett a Royal Societynek, 1875-ben pedig megszerezte doktori fokozatát. 1896-ban az antropológia professzor volt Oxfordban, 1912-ben lovaggá ütötték.
1917. január 2-án halt meg Wellingtonban.

## Művei
- Anahuac (1861)
- Researches into the Early History of Mankind (1865)
- Primitive Culture (1871)
- Anthropology (1881)